# Atnianka
Atnianka (biał. Атнянка; ros. Атнянка) – wieś na Białorusi, w obwodzie mohylewskim, w rejonie mohylewskim, w sielsowiecie Wiendaraż.